# Marie Purvis
Pour les articles homonymes, voir Purvis.
Marie Purvis née le 24 septembre 1961 à Manchester, est une coureuse cycliste professionnelle anglaise.

## Palmarès sur route
- 1990
  -  Championne de Grande-Bretagne sur route
  - Coupe de Grande-Bretagne sur route
- 1991
  -  Championne de Grande-Bretagne sur route
  - Coupe de Grande-Bretagne sur route
- 1992
  -  Championne de Grande-Bretagne sur route
  - 24e de la course en ligne féminine de cyclisme sur route aux Jeux olympiques d'été de 1992
- 1993
  -  Championne de Grande-Bretagne sur route
  - Coupe de Grande-Bretagne sur route
- 1994
  - Rás na mBan
- 1995
  -  Championne de Grande-Bretagne sur route
- 1996
  - 11e de la course en ligne féminine de cyclisme sur route aux Jeux olympiques d'été de 1996